# Front populaire ivoirien
Front populaire ivoirien är ett parti grundat av Laurent Gbagbo i exil, då det var enpartistyre i Elfenbenskusten. Under valet 2000/2001 fick partiet 96 av 225 platser.